# Liste der Bodendenkmäler in Wesseling
Die Liste der Bodendenkmäler in Wesseling enthält die denkmalgeschützten unterirdischen baulichen Anlagen, Reste oberirdischer baulicher Anlagen, Zeugnisse tierischen und pflanzlichen Lebens und paläontologische Reste auf dem Gebiet der Stadt Wesseling im Rhein-Erft-Kreis in Nordrhein-Westfalen (Stand: August 2020). Diese Bodendenkmäler sind in Teil B der Denkmalliste der Stadt Wesseling eingetragen; Grundlage für die Aufnahme ist das Denkmalschutzgesetz Nordrhein-Westfalen (DSchG NRW).
| Bild                              | Bezeichnung                                                                                       | Lage                                    | Beschreibung | Bauzeit | Eingetragen seit | Denkmal- nummer |
| --------------------------------- | ------------------------------------------------------------------------------------------------- | --------------------------------------- | ------------ | ------- | ---------------- | --------------- |
| BW                                | Hagenhof einschließlich Außenanlagen                                                              | Keldenich Hagenstr. 20 Karte            |              |         | 16.07.1985       | 1               |
| BW                                | Pfarrkirche der Katholischen Kirchengemeinde „Schmerzhafte Mutter“ einschließlich Friedhofsanlage | Hauptstr. 79 (wohl eher 86) Karte       |              |         | 16.07.1985       | 2               |
| BW                                | Godorfer Burg einschließlich Außenanlagen                                                         | Berzdorf Brühler Str. 321 Karte         |              |         | 22.10.1985       | 3               |
| BW                                | Dikopshof/Kapelle zum heiligen Kreuz                                                              | Keldenich Hessenweg Karte               |              |         | 30.12.1985       | 4               |
|                                   | Fränkisches Gräberfeld                                                                            | Pontivystr./Römerstr.                   |              |         | 27.06.1986       | 5               |
| Kapelle St. Luzia und Sioniterhof | Kapelle St. Luzia und Sioniterhof                                                                 | Wesseling Oberwesselinger Str. 49 Karte |              |         | 22.05.1987       | 6               |
|                                   | römische Siedlungsstelle                                                                          | Keldenich An der Schäfersburg           |              |         | 23.12.1987       | 7               |
|                                   | Keller und gesicherte Fundamentanlage der römischen Villa Rustica                                 | Gewerbegebiet Eichholz Herseler Straße  |              |         | 09.07.1997       | 8               |
| BW                                | römische bis neuzeitliche Siedlungen und Gräberfelder                                             | Wesseling Kölner Str. 2-6 Karte         |              |         | 15.09.2000       | 9               |